# Émile Sarrade
Émile Pierre Sarrade (París, 10 de març de 1877 – París, 14 d'octubre de 1953) va ser un jugador de rugbi francès que va competir a cavall del segle xix i el segle xx. El 1900 va prendre part en els Jocs Olímpics de París. En la competició de rugbi va guanyar la medalla d'or, i en la prova del joc d'estirar la corda la de plata formant part de l'equip francès.
Jugador del Racing Club de France en la posició de segona línia, guanyà les lligues franceses del 1900 i 1902.